# Arco Verlag
Der Arco Verlag mit Sitz in Wuppertal veröffentlicht Literatur aus Mitteleuropa, insbesondere aus den böhmischen Ländern (in seiner Bibliothek der böhmischen Länder). Der Verlag ist unabhängig. Arco-Autoren sind unter anderem Fritz Beer, Eduard Goldstücker, Alban Nikolai Herbst, Moscheh Ya’akov Ben-Gavriêl (Eugen Höflich), Georg Kreisler, Vladimír Körner, Ludvík Kundera, Michael Okroy, Vlastimil Artur Polák, Walter Seidl, Dušan Šimko, Ernst Sommer, Andreas Steffens und Ludwig Winder. Zum Programm gehören jedoch auch Wissenschaftspublikationen, etwa über Fritz Mauthner und Karl Jakob Hirsch. Verleger ist Christoph Haacker, ein Sohn des Theologen Klaus Haacker. Der Name des Verlages geht auf das Café Arco zurück, einen Treffpunkt für die Prager Bohème.

## Programm
Der junge Verlag wurde bekannt durch  mehrere Bücher zur Exilforschung. Lob erfuhren insbesondere die ambitionierten Arbeiten zu Böhmen und Mähren, die nicht das revisionistische Klischee der Vertriebenenverbände bedienen. Im Jahr 2006 veröffentlichte der Verlag die erste Übersetzung eines slowakischen Romans ins Deutsche seit über zehn Jahren, den im Ausland gefeierten Roman Esterházys Lakai von Dušan Šimko.
Erfolgreichster Autor ist der Kabarettist Georg Kreisler, dessen Roman Alles hat kein Ende zur Frankfurter Buchmesse 2006 im Arco Verlag erschien. 2016 wurde der Verlag für Die Geometrie des Verzichts von Debora Vogel mit dem Hotlist-Preis ausgezeichnet und für 2020 wurde dem Verlag der Kurt-Wolff-Preis zuerkannt.